# Кафр еш Шејх (гувернорат)
Кафр еш Шејх је један од 27 гувернората Египта. Заузима површину од 3.437 km². Према попису становништва из 2006. у гувернорату је живело 2.618.111 становника. Главни град је Кафр еш Шејх.

## Становништво
| 2006.     | 2012. (процена) |
| --------- | --------------- |
| 2.618.111 | 2.940.000       |